# طواف داون أندر للسيدات 2018
طواف داون أندر للسيدات 2018 (بالإنجليزية: 2018 Women's Tour Down Under)‏ هو سباق دراجات هوائية، وهو الموسم رقم 12 من السباق، وأقيم خلال الفترة 11 يناير 2018، وحتى 14 يناير 2018، وامتدّ لمسافة 384 كيلومتر، وهو أحد سباقات سباق الدراجات على الطريق للنساء 2018.
فاز فيه بالمركز الأول أماندا سبرات، وبالمركز الثاني لورين ستيفنز، وبالمركز الثالث كاترين جارفوت، والفائز حسب ترتيب السرعة كاترين جارفوت، والفائز حسب ترتيب النقاط للشباب غريس أندرسون، والفائز حسب ترتيب التسلق أماندا سبرات، والفريق الفائز في ترتيب الفرق 2018 Mitchelton-Scott (women) season.

## الفرق
| فرق سيدات محترفة (10)- Wiggle High5 Pro Cycling ‏ - يو أي أيه تيم ‏ - Cylance Pro Cycling (women's team) ‏ - EF Education–Tibco–SVB ‏ - Virginia's Blue Ridge–TWENTY24 ‏ - Team Virtu Cycling Women ‏ - بيبينك 2018 ‏ - ليف ريسينغ ‏ - ترك-دروبز 2018 ‏ - Liv AlUla Jayco ‏ فريق وطني- فريق نيوزيلندا لركوب الدراجات للسيدات 2018‏ فريق وطني باسم الراعي- UniSA–Australia ‏ فرق دراجات هواة سيدات (2)- Holden Team Gusto racing ‏ - TIS Racing‏ فرق أندية الدراجات (2)- Specialized Women's Racing‏ - Sydney Uni-Staminade Women's‏ |  |
| |  |

## المراحل
| قائمة المراحل | قائمة المراحل | قائمة المراحل                         | قائمة المراحل | قائمة المراحل | قائمة المراحل   | قائمة المراحل  |
| المرحلة       | التاريخ       | الدورة                                |               | المسافة (كم)  | الفائز بالمرحلة | القائد العام   |
| ------------- | ------------- | ------------------------------------- | ------------- | ------------- | --------------- | -------------- |
| مرحلة 1       | 11 يناير      | Gumeracha ‏ – Gumeracha ‏               | مرحلة جبلية   | 115٫7         | أنيت ادموندسون  | أنيت ادموندسون |
| مرحلة 2       | 12 يناير      | Lyndoch ‏ – Mengler Hill ‏              | مرحلة جبلية   | 101٫2         | كاترين جارفوت   | كاترين جارفوت  |
| مرحلة 3       | 13 يناير      | The Bend Motorsport Park ‏ – Hahndorf ‏ | مرحلة جبلية   | 121٫1         | أماندا سبرات    | أماندا سبرات   |
| مرحلة 4       | 14 يناير      | أديلايد – أديلايد                     | مرحلة مستوية  | 46            | كلو هوسكينغ     | أماندا سبرات   |

## النتيجة

### مرحلة 1
هي مرحلة جبلية، أجريت في 11 يناير 2018، وامتدّت لمسافة 115.7 كيلومتر فاز بالمرحلة أنيت ادموندسون، ومتصدر الترتيب العام في نهاية المرحلة أنيت ادموندسون، ومتصدر ترتيب التسلق Sabrina Stultiens ‏، ومتصدر ترتيب السرعة أنيت ادموندسون، ومتصدر ترتيب النقاط للشباب Maria Vittoria Sperotto ‏، ومتصدر ترتيب الفرق UniSA–Australia ‏.
| التصنيف العام | التصنيف العام            | التصنيف العام | التصنيف العام       | التصنيف العام     |  |
| العداء        | العداء                   | البلد         | الفريق              | الوقت             |  |
| ------------- | ------------------------ | ------------- | ------------------- | ----------------- |  |
| 1             | أنيت ادموندسون           | أستراليا      | Wiggle High5        | 3 س 08 دقيقة 41 ث |  |
| 2             | جورجيا برونزيني          | إيطاليا       | Cylance             | + 6 ث             |  |
| 3             | Lauretta Hanson ‏         | أستراليا      | UniSA-Australia     | + 8 ث             |  |
| 4             | كلو هوسكينغ              | أستراليا      | Alé Cipollini       | + 9 ث             |  |
| 5             | اميلي موبيرج             | النرويج       | Virtu Cycling Women | + 11 ث            |  |
| 6             | سارة روي                 | أستراليا      | Mitchelton-Scott    | + 12 ث            |  |
| 7             | Maria Vittoria Sperotto ‏ | إيطاليا       | Bepink              | + 12 ث            |  |
| 8             | Kristina Clonan ‏         | أستراليا      | TIS Racing          | + 12 ث            |  |
| 9             | باربرا جوارشي            | إيطاليا       | Virtu Cycling Women | + 12 ث            |  |
| 10            | جورجيا بيكر              | أستراليا      | TIS Racing          | + 12 ث            |  |

### مرحلة 2
هي مرحلة جبلية، أجريت في 12 يناير 2018، وامتدّت لمسافة 101.2 كيلومتر فاز بالمرحلة كاترين جارفوت، ومتصدر الترتيب العام في نهاية المرحلة كاترين جارفوت، ومتصدر ترتيب التسلق كاترين جارفوت، ومتصدر ترتيب السرعة أنيت ادموندسون، ومتصدر ترتيب النقاط للشباب غريس أندرسون، ومتصدر ترتيب الفرق 2018 Mitchelton-Scott (women) season ‏.
| التصنيف العام | التصنيف العام     | التصنيف العام    | التصنيف العام              | التصنيف العام     |  |
| العداء        | العداء            | البلد            | الفريق                     | الوقت             |  |
| ------------- | ----------------- | ---------------- | -------------------------- | ----------------- |  |
| 1             | كاترين جارفوت     | أستراليا         | UniSA-Australia            | 5 س 52 دقيقة 26 ث |  |
| 2             | لوسي كينيدي       | أستراليا         | Mitchelton-Scott           | + 4 ث             |  |
| 3             | أماندا سبرات      | أستراليا         | Mitchelton-Scott           | + 14 ث            |  |
| 4             | أنيميك فان فليوتن | هولندا           | Mitchelton-Scott           | + 25 ث            |  |
| 5             | كيت مكيلوري       | نيوزيلندا        | Specialized women's racing | + 26 ث            |  |
| 6             | لورين ستيفنز      | الولايات المتحدة | Cylance                    | + 31 ث            |  |
| 7             | Shannon Malseed ‏  | أستراليا         | Tibco-Silicon Valley Bank  | + 31 ث            |  |
| 8             | Taryn Heather ‏    | أستراليا         | Specialized women's racing | + 1 دقيقة 01 ث    |  |
| 9             | غريس براون        | أستراليا         | Holden Team Gusto racing   | + 1 دقيقة 01 ث    |  |
| 10            | Kathrin Hammes ‏   | ألمانيا          | Trek-Drops                 | + 1 دقيقة 01 ث    |  |

### مرحلة 3
هي مرحلة جبلية، أجريت في 13 يناير 2018، وامتدّت لمسافة 121.1 كيلومتر فاز بالمرحلة أماندا سبرات، ومتصدر الترتيب العام في نهاية المرحلة أماندا سبرات، ومتصدر ترتيب التسلق أماندا سبرات، ومتصدر ترتيب السرعة أماندا سبرات، ومتصدر ترتيب النقاط للشباب غريس أندرسون، ومتصدر ترتيب الفرق 2018 Mitchelton-Scott (women) season ‏.
| التصنيف العام | التصنيف العام     | التصنيف العام    | التصنيف العام              | التصنيف العام     |  |
| العداء        | العداء            | البلد            | الفريق                     | الوقت             |  |
| ------------- | ----------------- | ---------------- | -------------------------- | ----------------- |  |
| 1             | أماندا سبرات      | أستراليا         | Mitchelton-Scott           | 9 س 39 دقيقة 52 ث |  |
| 2             | لورين ستيفنز      | الولايات المتحدة | Cylance                    | + 29 ث            |  |
| 3             | كاترين جارفوت     | أستراليا         | UniSA-Australia            | + 1 دقيقة 30 ث    |  |
| 4             | لوسي كينيدي       | أستراليا         | Mitchelton-Scott           | + 1 دقيقة 36 ث    |  |
| 5             | غريس براون        | أستراليا         | Holden Team Gusto racing   | + 1 دقيقة 54 ث    |  |
| 6             | أنيميك فان فليوتن | هولندا           | Mitchelton-Scott           | + 2 دقيقة 07 ث    |  |
| 7             | Shannon Malseed ‏  | أستراليا         | Tibco-Silicon Valley Bank  | + 2 دقيقة 09 ث    |  |
| 8             | كيت مكيلوري       | نيوزيلندا        | Specialized women's racing | + 2 دقيقة 25 ث    |  |
| 9             | غريس أندرسون      | نيوزيلندا        | نيوزيلندا                  | + 2 دقيقة 42 ث    |  |
| 10            | إيما غرانت        | المملكة المتحدة  | Tibco-Silicon Valley Bank  | + 2 دقيقة 46 ث    |  |

### مرحلة 4
هي مرحلة مسطحة، أجريت في 14 يناير 2018، وامتدّت لمسافة 46 كيلومتر فاز بالمرحلة كلو هوسكينغ، ومتصدر الترتيب العام في نهاية المرحلة أماندا سبرات، ومتصدر ترتيب التسلق أماندا سبرات، ومتصدر ترتيب السرعة كاترين جارفوت، ومتصدر ترتيب النقاط للشباب غريس أندرسون، ومتصدر ترتيب الفرق 2018 Mitchelton-Scott (women) season ‏.
| التصنيف العام | التصنيف العام | التصنيف العام | التصنيف العام | التصنيف العام |  |
| ------------- | ------------- | ------------- | ------------- | ------------- |  |
| العداء        | العداء        | البلد         | الفريق        | الوقت         |  |

## المشاركون
| Liv AlUla Jayco ‏ MTS | Liv AlUla Jayco ‏ MTS | Liv AlUla Jayco ‏ MTS |
| -------------------- | -------------------- | -------------------- |
| م                    | عداء                 | مرتبة                |
| 1                    | أماندا سبرات         | 1                    |
| 2                    | أنيميك فان فليوتن    | 6                    |
| 3                    | سارة روي             | 44                   |
| 4                    | جيسيكا ألين          | 46                   |
| 5                    | لوسي كينيدي          | 4                    |
| 6                    | Alexandra Manly ‏     | 35                   |

| ليف ريسينغ ‏ WAD | ليف ريسينغ ‏ WAD    | ليف ريسينغ ‏ WAD  |
| --------------- | ------------------ | ---------------- |
| م               | عداء               | مرتبة            |
| 11              | Jeanne Korevaar ‏   | 36               |
| 12              | أنوسكا كوستر       | 34               |
| 13              | ريجان ماركوس       | 40               |
| 14              | Sabrina Stultiens ‏ | لم يبدأ-2        |
| 15              | مونيك فان دي ري    | لم يبدأ-2        |
| 16              | Rotem Gafinovitz ‏  | لم يكمل السباق-2 |

| Wiggle High5 Pro Cycling ‏ WHT | Wiggle High5 Pro Cycling ‏ WHT | Wiggle High5 Pro Cycling ‏ WHT |
| ----------------------------- | ----------------------------- | ----------------------------- |
| م                             | عداء                          | مرتبة                         |
| 21                            | أنيت ادموندسون                | 31                            |
| 22                            | ايمي كوري                     | 20                            |
| 23                            | Audrey Cordon-Ragot           | 24                            |
| 24                            | Eri Yonamine ‏ (طريق)          | 42                            |
| 25                            | Macey Stewart ‏                | لم يبدأ-2                     |
| 26                            | Rachele Barbieri ‏             | 47                            |

| يو أي أيه تيم ‏ ALE | يو أي أيه تيم ‏ ALE | يو أي أيه تيم ‏ ALE |
| ------------------ | ------------------ | ------------------ |
| م                  | عداء               | مرتبة              |
| 31                 | كلو هوسكينغ        | 14                 |
| 32                 | ثريا بالادين       | 48                 |
| 33                 | Anna Trevisi ‏      | لم يكمل السباق-1   |
| 34                 | روكسان كنيتيمان    | 18                 |
| 35                 | مايوكو هاغيوارا    | لم يكمل السباق-1   |
| 36                 | Karlijn Swinkels ‏  | 57                 |

| Cylance Pro Cycling (women's team) ‏ CPC | Cylance Pro Cycling (women's team) ‏ CPC | Cylance Pro Cycling (women's team) ‏ CPC |
| --------------------------------------- | --------------------------------------- | --------------------------------------- |
| م                                       | عداء                                    | مرتبة                                   |
| 41                                      | جورجيا برونزيني                         | 26                                      |
| 42                                      | Marta Tagliaferro ‏                      | 55                                      |
| 43                                      | روسيلا راتو                             | لم يبدأ-2                               |
| 44                                      | لورين ستيفنز                            | 2                                       |
| 45                                      | Jelena Erić (cyclist) ‏                  | 72                                      |
| 46                                      | هولي بريك                               | 66                                      |

| بيبينك ‏ BPK | بيبينك ‏ BPK              | بيبينك ‏ BPK      |
| ----------- | ------------------------ | ---------------- |
| م           | عداء                     | مرتبة            |
| 51          | Silvia Valsecchi ‏        | 74               |
| 52          | Francesca Pattaro ‏       | 67               |
| 53          | Katia Ragusa ‏            | لم يكمل السباق-3 |
| 54          | Maria Vittoria Sperotto ‏ | 56               |
| 55          | إيريكا ماجندي            | 21               |
| 56          | Lisa Morzenti ‏           | OTL-1            |

| دروبز ‏ DRP | دروبز ‏ DRP      | دروبز ‏ DRP |
| ---------- | --------------- | ---------- |
| م          | عداء            | مرتبة      |
| 61         | إيفا بورمان     | 22         |
| 62         | Kathrin Hammes ‏ | 12         |
| 63         | Annasley Park ‏  | 75         |
| 64         | Abi Van Twisk ‏  | 17         |
| 65         | مولي ويفر ‏      | لم يبدأ-4  |
| 66         | تايلر وايلز     | لم يبدأ-4  |

| EF Education–Tibco–SVB ‏ TIB | EF Education–Tibco–SVB ‏ TIB | EF Education–Tibco–SVB ‏ TIB |
| --------------------------- | --------------------------- | --------------------------- |
| م                           | عداء                        | مرتبة                       |
| 71                          | Shannon Malseed ‏ (طريق)     | 7                           |
| 72                          | كاثرين باس‏                  | 54                          |
| 73                          | إيما غرانت                  | 10                          |
| 74                          | أليسون جاكسون               | 27                          |
| 75                          | أليس كوب                    | 63                          |
| 76                          | كيندال ريان                 | 70                          |

| Virginia's Blue Ridge–TWENTY24 ‏ T20 | Virginia's Blue Ridge–TWENTY24 ‏ T20 | Virginia's Blue Ridge–TWENTY24 ‏ T20 |
| ----------------------------------- | ----------------------------------- | ----------------------------------- |
| م                                   | عداء                                | مرتبة                               |
| 81                                  | إيريكا كليفينغر                     | 43                                  |
| 82                                  | Danielle Morshead‏                   | 73                                  |
| 83                                  | Marlies Mejías ‏                     | 28                                  |
| 84                                  | Shayna Powless ‏                     | 25                                  |
| 85                                  | Scotti Lechuga ‏                     | 33                                  |
| 86                                  | مارغوت كلين                         | 60                                  |

| Team Virtu Cycling Women ‏ TVC | Team Virtu Cycling Women ‏ TVC | Team Virtu Cycling Women ‏ TVC |
| ----------------------------- | ----------------------------- | ----------------------------- |
| م                             | عداء                          | مرتبة                         |
| 91                            | باربرا جوارشي                 | 61                            |
| 92                            | إميلي موبيرج                  | 51                            |
| 93                            | كاتارزينا باولوسكا            | 15                            |
| 94                            | Linda Villumsen               | 16                            |
| 95                            | لويز هانسن                    | 68                            |
| 96                            | ترين شميت                     | 52                            |

| فريق نيوزيلندا لركوب الدراجات للسيدات 2018‏ NZL | فريق نيوزيلندا لركوب الدراجات للسيدات 2018‏ NZL | فريق نيوزيلندا لركوب الدراجات للسيدات 2018‏ NZL |
| ---------------------------------------------- | ---------------------------------------------- | ---------------------------------------------- |
| م                                              | عداء                                           | مرتبة                                          |
| 101                                            | غريس أندرسون                                   | 9                                              |
| 102                                            | Mikayla Harvey ‏                                | 13                                             |
| 103                                            | Lydia Rippon‏                                   | لم يكمل السباق-3                               |
| 104                                            | Kate Smith‏                                     | OTL-1                                          |
| 105                                            | Rylee McMullen‏                                 | 69                                             |
| 106                                            | ديبورا بين‏                                     | 30                                             |

| MEXX–Watersley International Women's Cycling Team ‏ ___ | MEXX–Watersley International Women's Cycling Team ‏ ___ | MEXX–Watersley International Women's Cycling Team ‏ ___ |
| ------------------------------------------------------ | ------------------------------------------------------ | ------------------------------------------------------ |
| م                                                      | عداء                                                   | مرتبة                                                  |
| 111                                                    | Désirée Ehrler ‏                                        | لم يكمل السباق-2                                       |
| 112                                                    | Bronwyn Macgregor‏                                      | 50                                                     |
| 113                                                    | JPN                                                    | OTL-1                                                  |
| 114                                                    | Amanda Jamieson ‏                                       | 37                                                     |
| 115                                                    | Serene Lee ‏                                            | لم يكمل السباق-3                                       |
| 116                                                    | Yasue Nakahara‏                                         | OTL-3                                                  |

| UniSA–Australia ‏ AUS | UniSA–Australia ‏ AUS | UniSA–Australia ‏ AUS |
| -------------------- | -------------------- | -------------------- |
| م                    | عداء                 | مرتبة                |
| 121                  | كاترين جارفوت        | 3                    |
| 122                  | Shara Gillow         | لم يبدأ-2            |
| 123                  | Rachel Neylan ‏       | 38                   |
| 124                  | تيفاني كرومويل       | 49                   |
| 125                  | لورين كيتشن          | 23                   |
| 126                  | Lauretta Hanson ‏     | 53                   |

| Holden Team Gusto racing ‏ ___ | Holden Team Gusto racing ‏ ___ | Holden Team Gusto racing ‏ ___ |
| ----------------------------- | ----------------------------- | ----------------------------- |
| م                             | عداء                          | مرتبة                         |
| 131                           | Erin Kinnealy‏                 | لم يكمل السباق-2              |
| 132                           | كيمبرلي ولز                   | لم يكمل السباق-3              |
| 133                           | Carlee Taylor ‏                | 59                            |
| 134                           | غريس براون                    | 5                             |
| 135                           | Nicola Macdonald‏              | لم يكمل السباق-2              |
| 136                           | ريبيكا وايساك                 | لم يكمل السباق-1              |

| Specialized women's racing‏ ___ | Specialized women's racing‏ ___ | Specialized women's racing‏ ___ |
| ------------------------------ | ------------------------------ | ------------------------------ |
| م                              | عداء                           | مرتبة                          |
| 141                            | كيت مكيلوري                    | 8                              |
| 142                            | Sharlotte Lucas ‏               | 19                             |
| 143                            | Ashlee Ankudinoff ‏             | 41                             |
| 144                            | Ella Bloor‏                     | 62                             |
| 145                            | Lucy Bechtel‏                   | 45                             |

| بدون فريق ___ | بدون فريق ___  | بدون فريق ___ |
| ------------- | -------------- | ------------- |
| م             | عداء           | مرتبة         |
| 146           | Taryn Heather ‏ | 11            |

| TIS Racing‏ ___ | TIS Racing‏ ___    | TIS Racing‏ ___   |
| -------------- | ----------------- | ---------------- |
| م              | عداء              | مرتبة            |
| 151            | جورجيا بيكر       | 29               |
| 153            | Kristina Clonan ‏  | 58               |
| 154            | Maeve Plouffe ‏    | 32               |
| 155            | Breanna Hargrave ‏ | لم يكمل السباق-3 |
| 156            | Jessica Mundy ‏    | 39               |

| Sydney Uni-Staminade‏ ___ | Sydney Uni-Staminade‏ ___ | Sydney Uni-Staminade‏ ___ |
| ------------------------ | ------------------------ | ------------------------ |
| م                        | عداء                     | مرتبة                    |
| 161                      | Megan Scott‏              | 65                       |
| 162                      | Angela Smith‏             | 71                       |
| 163                      | Jade Colligan‏            | لم يكمل السباق-1         |
| 164                      | Chloe Heffernan‏          | لم يكمل السباق-1         |
| 165                      | Gina Ricardo‏             | 76                       |
| 166                      | Georgia Whitehouse‏       | 64                       |

| Liv AlUla Jayco ‏ MTS | Liv AlUla Jayco ‏ MTS | Liv AlUla Jayco ‏ MTS |
| -------------------- | -------------------- | -------------------- |
| م                    | عداء                 | مرتبة                |
| 1                    | أماندا سبرات         | 1                    |
| 2                    | أنيميك فان فليوتن    | 6                    |
| 3                    | سارة روي             | 44                   |
| 4                    | جيسيكا ألين          | 46                   |
| 5                    | لوسي كينيدي          | 4                    |
| 6                    | Alexandra Manly ‏     | 35                   |

| ليف ريسينغ ‏ WAD | ليف ريسينغ ‏ WAD    | ليف ريسينغ ‏ WAD  |
| --------------- | ------------------ | ---------------- |
| م               | عداء               | مرتبة            |
| 11              | Jeanne Korevaar ‏   | 36               |
| 12              | أنوسكا كوستر       | 34               |
| 13              | ريجان ماركوس       | 40               |
| 14              | Sabrina Stultiens ‏ | لم يبدأ-2        |
| 15              | مونيك فان دي ري    | لم يبدأ-2        |
| 16              | Rotem Gafinovitz ‏  | لم يكمل السباق-2 |

| Wiggle High5 Pro Cycling ‏ WHT | Wiggle High5 Pro Cycling ‏ WHT | Wiggle High5 Pro Cycling ‏ WHT |
| ----------------------------- | ----------------------------- | ----------------------------- |
| م                             | عداء                          | مرتبة                         |
| 21                            | أنيت ادموندسون                | 31                            |
| 22                            | ايمي كوري                     | 20                            |
| 23                            | Audrey Cordon-Ragot           | 24                            |
| 24                            | Eri Yonamine ‏ (طريق)          | 42                            |
| 25                            | Macey Stewart ‏                | لم يبدأ-2                     |
| 26                            | Rachele Barbieri ‏             | 47                            |

| يو أي أيه تيم ‏ ALE | يو أي أيه تيم ‏ ALE | يو أي أيه تيم ‏ ALE |
| ------------------ | ------------------ | ------------------ |
| م                  | عداء               | مرتبة              |
| 31                 | كلو هوسكينغ        | 14                 |
| 32                 | ثريا بالادين       | 48                 |
| 33                 | Anna Trevisi ‏      | لم يكمل السباق-1   |
| 34                 | روكسان كنيتيمان    | 18                 |
| 35                 | مايوكو هاغيوارا    | لم يكمل السباق-1   |
| 36                 | Karlijn Swinkels ‏  | 57                 |

| Cylance Pro Cycling (women's team) ‏ CPC | Cylance Pro Cycling (women's team) ‏ CPC | Cylance Pro Cycling (women's team) ‏ CPC |
| --------------------------------------- | --------------------------------------- | --------------------------------------- |
| م                                       | عداء                                    | مرتبة                                   |
| 41                                      | جورجيا برونزيني                         | 26                                      |
| 42                                      | Marta Tagliaferro ‏                      | 55                                      |
| 43                                      | روسيلا راتو                             | لم يبدأ-2                               |
| 44                                      | لورين ستيفنز                            | 2                                       |
| 45                                      | Jelena Erić (cyclist) ‏                  | 72                                      |
| 46                                      | هولي بريك                               | 66                                      |

| بيبينك ‏ BPK | بيبينك ‏ BPK              | بيبينك ‏ BPK      |
| ----------- | ------------------------ | ---------------- |
| م           | عداء                     | مرتبة            |
| 51          | Silvia Valsecchi ‏        | 74               |
| 52          | Francesca Pattaro ‏       | 67               |
| 53          | Katia Ragusa ‏            | لم يكمل السباق-3 |
| 54          | Maria Vittoria Sperotto ‏ | 56               |
| 55          | إيريكا ماجندي            | 21               |
| 56          | Lisa Morzenti ‏           | OTL-1            |

| دروبز ‏ DRP | دروبز ‏ DRP      | دروبز ‏ DRP |
| ---------- | --------------- | ---------- |
| م          | عداء            | مرتبة      |
| 61         | إيفا بورمان     | 22         |
| 62         | Kathrin Hammes ‏ | 12         |
| 63         | Annasley Park ‏  | 75         |
| 64         | Abi Van Twisk ‏  | 17         |
| 65         | مولي ويفر ‏      | لم يبدأ-4  |
| 66         | تايلر وايلز     | لم يبدأ-4  |

| EF Education–Tibco–SVB ‏ TIB | EF Education–Tibco–SVB ‏ TIB | EF Education–Tibco–SVB ‏ TIB |
| --------------------------- | --------------------------- | --------------------------- |
| م                           | عداء                        | مرتبة                       |
| 71                          | Shannon Malseed ‏ (طريق)     | 7                           |
| 72                          | كاثرين باس‏                  | 54                          |
| 73                          | إيما غرانت                  | 10                          |
| 74                          | أليسون جاكسون               | 27                          |
| 75                          | أليس كوب                    | 63                          |
| 76                          | كيندال ريان                 | 70                          |

| Virginia's Blue Ridge–TWENTY24 ‏ T20 | Virginia's Blue Ridge–TWENTY24 ‏ T20 | Virginia's Blue Ridge–TWENTY24 ‏ T20 |
| ----------------------------------- | ----------------------------------- | ----------------------------------- |
| م                                   | عداء                                | مرتبة                               |
| 81                                  | إيريكا كليفينغر                     | 43                                  |
| 82                                  | Danielle Morshead‏                   | 73                                  |
| 83                                  | Marlies Mejías ‏                     | 28                                  |
| 84                                  | Shayna Powless ‏                     | 25                                  |
| 85                                  | Scotti Lechuga ‏                     | 33                                  |
| 86                                  | مارغوت كلين                         | 60                                  |

| Team Virtu Cycling Women ‏ TVC | Team Virtu Cycling Women ‏ TVC | Team Virtu Cycling Women ‏ TVC |
| ----------------------------- | ----------------------------- | ----------------------------- |
| م                             | عداء                          | مرتبة                         |
| 91                            | باربرا جوارشي                 | 61                            |
| 92                            | إميلي موبيرج                  | 51                            |
| 93                            | كاتارزينا باولوسكا            | 15                            |
| 94                            | Linda Villumsen               | 16                            |
| 95                            | لويز هانسن                    | 68                            |
| 96                            | ترين شميت                     | 52                            |

| فريق نيوزيلندا لركوب الدراجات للسيدات 2018‏ NZL | فريق نيوزيلندا لركوب الدراجات للسيدات 2018‏ NZL | فريق نيوزيلندا لركوب الدراجات للسيدات 2018‏ NZL |
| ---------------------------------------------- | ---------------------------------------------- | ---------------------------------------------- |
| م                                              | عداء                                           | مرتبة                                          |
| 101                                            | غريس أندرسون                                   | 9                                              |
| 102                                            | Mikayla Harvey ‏                                | 13                                             |
| 103                                            | Lydia Rippon‏                                   | لم يكمل السباق-3                               |
| 104                                            | Kate Smith‏                                     | OTL-1                                          |
| 105                                            | Rylee McMullen‏                                 | 69                                             |
| 106                                            | ديبورا بين‏                                     | 30                                             |

| MEXX–Watersley International Women's Cycling Team ‏ ___ | MEXX–Watersley International Women's Cycling Team ‏ ___ | MEXX–Watersley International Women's Cycling Team ‏ ___ |
| ------------------------------------------------------ | ------------------------------------------------------ | ------------------------------------------------------ |
| م                                                      | عداء                                                   | مرتبة                                                  |
| 111                                                    | Désirée Ehrler ‏                                        | لم يكمل السباق-2                                       |
| 112                                                    | Bronwyn Macgregor‏                                      | 50                                                     |
| 113                                                    | JPN                                                    | OTL-1                                                  |
| 114                                                    | Amanda Jamieson ‏                                       | 37                                                     |
| 115                                                    | Serene Lee ‏                                            | لم يكمل السباق-3                                       |
| 116                                                    | Yasue Nakahara‏                                         | OTL-3                                                  |

| UniSA–Australia ‏ AUS | UniSA–Australia ‏ AUS | UniSA–Australia ‏ AUS |
| -------------------- | -------------------- | -------------------- |
| م                    | عداء                 | مرتبة                |
| 121                  | كاترين جارفوت        | 3                    |
| 122                  | Shara Gillow         | لم يبدأ-2            |
| 123                  | Rachel Neylan ‏       | 38                   |
| 124                  | تيفاني كرومويل       | 49                   |
| 125                  | لورين كيتشن          | 23                   |
| 126                  | Lauretta Hanson ‏     | 53                   |

| Holden Team Gusto racing ‏ ___ | Holden Team Gusto racing ‏ ___ | Holden Team Gusto racing ‏ ___ |
| ----------------------------- | ----------------------------- | ----------------------------- |
| م                             | عداء                          | مرتبة                         |
| 131                           | Erin Kinnealy‏                 | لم يكمل السباق-2              |
| 132                           | كيمبرلي ولز                   | لم يكمل السباق-3              |
| 133                           | Carlee Taylor ‏                | 59                            |
| 134                           | غريس براون                    | 5                             |
| 135                           | Nicola Macdonald‏              | لم يكمل السباق-2              |
| 136                           | ريبيكا وايساك                 | لم يكمل السباق-1              |

| Specialized women's racing‏ ___ | Specialized women's racing‏ ___ | Specialized women's racing‏ ___ |
| ------------------------------ | ------------------------------ | ------------------------------ |
| م                              | عداء                           | مرتبة                          |
| 141                            | كيت مكيلوري                    | 8                              |
| 142                            | Sharlotte Lucas ‏               | 19                             |
| 143                            | Ashlee Ankudinoff ‏             | 41                             |
| 144                            | Ella Bloor‏                     | 62                             |
| 145                            | Lucy Bechtel‏                   | 45                             |

| بدون فريق ___ | بدون فريق ___  | بدون فريق ___ |
| ------------- | -------------- | ------------- |
| م             | عداء           | مرتبة         |
| 146           | Taryn Heather ‏ | 11            |

| TIS Racing‏ ___ | TIS Racing‏ ___    | TIS Racing‏ ___   |
| -------------- | ----------------- | ---------------- |
| م              | عداء              | مرتبة            |
| 151            | جورجيا بيكر       | 29               |
| 153            | Kristina Clonan ‏  | 58               |
| 154            | Maeve Plouffe ‏    | 32               |
| 155            | Breanna Hargrave ‏ | لم يكمل السباق-3 |
| 156            | Jessica Mundy ‏    | 39               |

| Sydney Uni-Staminade‏ ___ | Sydney Uni-Staminade‏ ___ | Sydney Uni-Staminade‏ ___ |
| ------------------------ | ------------------------ | ------------------------ |
| م                        | عداء                     | مرتبة                    |
| 161                      | Megan Scott‏              | 65                       |
| 162                      | Angela Smith‏             | 71                       |
| 163                      | Jade Colligan‏            | لم يكمل السباق-1         |
| 164                      | Chloe Heffernan‏          | لم يكمل السباق-1         |
| 165                      | Gina Ricardo‏             | 76                       |
| 166                      | Georgia Whitehouse‏       | 64                       |

## التصنيف العام النهائي
| التصنيف العام         | التصنيف العام     | التصنيف العام    | التصنيف العام              | التصنيف العام      |
| الدراج                | الدراج            | البلد            | الفريق                     | الوقت              |
| --------------------- | ----------------- | ---------------- | -------------------------- | ------------------ |
| 1.                    | أماندا سبرات      | أستراليا         | Mitchelton-Scott           | 10 س 47 دقيقة 21 ث |
| 2.                    | لورين ستيفنز      | الولايات المتحدة | Cylance                    | + 41 ث             |
| 3.                    | كاترين جارفوت     | أستراليا         | UniSA-Australia            | + 1 دقيقة 21 ث     |
| 4.                    | لوسي كينيدي       | أستراليا         | Mitchelton-Scott           | + 1 دقيقة 36 ث     |
| 5.                    | غريس براون        | أستراليا         | Holden Team Gusto racing   | + 1 دقيقة 54 ث     |
| 6.                    | أنيميك فان فليوتن | هولندا           | Mitchelton-Scott           | + 2 دقيقة 07 ث     |
| 7.                    | Shannon Malseed ‏  | أستراليا         | Tibco-Silicon Valley Bank  | + 2 دقيقة 09 ث     |
| 8.                    | كيت مكيلوري       | نيوزيلندا        | Specialized women's racing | + 2 دقيقة 25 ث     |
| 9.                    | غريس أندرسون      | نيوزيلندا        | نيوزيلندا                  | + 2 دقيقة 42 ث     |
| 10.                   | إيما غرانت        | المملكة المتحدة  | Tibco-Silicon Valley Bank  | + 2 دقيقة 46 ث     |
| مصدر: ProCyclingStats |                   |                  |                            |                    |

### تصنيف الجبال
| تصنيف الجبال          | تصنيف الجبال      | تصنيف الجبال     | تصنيف الجبال               | تصنيف الجبال |
| الدراج                | الدراج            | البلد            | الفريق                     | الوقت        |
| --------------------- | ----------------- | ---------------- | -------------------------- | ------------ |
| 1.                    | أماندا سبرات      | أستراليا         | Mitchelton-Scott           | 24 نقطة      |
| 2.                    | كاترين جارفوت     | أستراليا         | UniSA-Australia            | 22 نقطة      |
| 3.                    | أنيميك فان فليوتن | هولندا           | Mitchelton-Scott           | 13 نقطة      |
| 4.                    | لورين ستيفنز      | الولايات المتحدة | Cylance                    | 12 نقطة      |
| 5.                    | لوسي كينيدي       | أستراليا         | Mitchelton-Scott           | 12 نقطة      |
| 6.                    | كيت مكيلوري       | نيوزيلندا        | Specialized women's racing | 11 نقطة      |
| 7.                    | غريس براون        | أستراليا         | Holden Team Gusto racing   | 8 نقطة       |
| 8.                    | إيما غرانت        | المملكة المتحدة  | Tibco-Silicon Valley Bank  | 6 نقطة       |
| 9.                    | روكسان كنيتيمان   | هولندا           | Alé Cipollini              | 2 نقطة       |
| مصدر: ProCyclingStats |                   |                  |                            |              |

## تصنيف الفرق

### الفرق حسب الوقت
| تصنيف الفرق حسب الوقت | تصنيف الفرق حسب الوقت     | تصنيف الفرق حسب الوقت | تصنيف الفرق حسب الوقت |
| الفريق                | الفريق                    | البلد                 | الوقت                 |
| --------------------- | ------------------------- | --------------------- | --------------------- |
| 1.                    | Mitchelton-Scott          | أستراليا              | 32 س 26 دقيقة 08 ث    |
| 2.                    | Tibco-Silicon Valley Bank | الولايات المتحدة      | + 4 دقيقة 29 ث        |
| مصدر: ProCyclingStats |                           |                       |                       |

## تصانيف فرعية

### تصنيف أفضل عداء
| تصنيف أفضل عداء       | تصنيف أفضل عداء | تصنيف أفضل عداء  | تصنيف أفضل عداء     | تصنيف أفضل عداء |
| الدراج                | الدراج          | البلد            | الفريق              | الوقت           |
| --------------------- | --------------- | ---------------- | ------------------- | --------------- |
| 1.                    | كاترين جارفوت   | أستراليا         | UniSA-Australia     | 42 نقطة         |
| 2.                    | أنيت ادموندسون  | أستراليا         | Wiggle High5        | 31 نقطة         |
| 3.                    | كلو هوسكينغ     | أستراليا         | Alé Cipollini       | 28 نقطة         |
| 4.                    | أماندا سبرات    | أستراليا         | Mitchelton-Scott    | 27 نقطة         |
| 5.                    | جورجيا برونزيني | إيطاليا          | Cylance             | 24 نقطة         |
| 6.                    | لورين ستيفنز    | الولايات المتحدة | Cylance             | 19 نقطة         |
| 7.                    | لوسي كينيدي     | أستراليا         | Mitchelton-Scott    | 17 نقطة         |
| 8.                    | اميلي موبيرج    | النرويج          | Virtu Cycling Women | 14 نقطة         |
| 9.                    | Abi Van Twisk ‏  | المملكة المتحدة  | Trek-Drops          | 12 نقطة         |
| 10.                   | ليندا فيلومسن   | نيوزيلندا        | Virtu Cycling Women | 10 نقطة         |
| مصدر: ProCyclingStats |                 |                  |                     |                 |

### تصنيف أفضل شاب
| تصنيف أفضل شاب        | تصنيف أفضل شاب           | تصنيف أفضل شاب  | تصنيف أفضل شاب                             | تصنيف أفضل شاب     |
| الدراج                | الدراج                   | البلد           | الفريق                                     | الوقت              |
| --------------------- | ------------------------ | --------------- | ------------------------------------------ | ------------------ |
| 1.                    | غريس أندرسون             | نيوزيلندا       | نيوزيلندا                                  | 10 س 50 دقيقة 03 ث |
| 2.                    | Mikayla Harvey ‏          | نيوزيلندا       | نيوزيلندا                                  | + 12 ث             |
| 3.                    | Abi Van Twisk ‏           | المملكة المتحدة | Trek-Drops                                 | + 42 ث             |
| 4.                    | ديبورا بين               | نيوزيلندا       | نيوزيلندا                                  | + 1 دقيقة 38 ث     |
| 5.                    | Maeve Plouffe ‏           | أستراليا        |                                            |                    |
| 6.                    | Alexandra Manly ‏         | أستراليا        | Mitchelton-Scott                           | + 2 دقيقة 28 ث     |
| 7.                    | Jeanne Korevaar ‏         | هولندا          | WaowDeals                                  | + 2 دقيقة 28 ث     |
| 8.                    | Amanda Jamieson ‏         | نيوزيلندا       | Maaslandster International Women's Cycling | + 2 دقيقة 44 ث     |
| 9.                    | Rachele Barbieri ‏        | إيطاليا         | Wiggle High5                               | + 4 دقيقة 07 ث     |
| 10.                   | Maria Vittoria Sperotto ‏ | إيطاليا         | Bepink                                     | + 13 دقيقة 12 ث    |
| مصدر: ProCyclingStats |                          |                 |                                            |                    |

## وصلات خارجية
- الموقع الرسمي
- لمحة عن سباق طواف داون أندر للسيدات 2018 على موقع  ProCyclingStats   (برو  سايكلنج  ستاتس) - إحصاءات  محترفي  الدراجات.
- طواف داون أندر للسيدات 2018 على موقع إحصائيات الدراجات الإحترافية (الإنجليزية)